# Nox (série télévisée)
Pour les articles homonymes, voir Nox.
Nox est une mini-série française en six épisodes de 52 minutes créée par Fred Cavayé, Quoc Dang Tran et Jérôme Fansten et diffusée du 12 au 26 mars 2018 sur Canal+.

## Synopsis
Catherine Suzini, ancienne flic, reprend du service lorsque sa fille Julie disparaît mystérieusement dans les sous-sols de Paris...

## Fiche technique
- Titre : Nox
- Création : Fred Cavayé, Quoc Dang Tran et Jérôme Fansten
- Réalisation : Mabrouk El Mechri
- Producteur : Isabelle Degeorges
- Production : Gaumont et Canal +
- Musique : Cyrille Aufort
- Montage : Joël Jacovella

## Distribution
- Nathalie Baye : Catherine Susini
- Malik Zidi : Raphaël Berger
- Maïwenn : Julie Susini
- Frédéric Pierrot : Garraud
- Lubna Azabal : Commissaire Hadji
- Valérie Donzelli : Emma Delage
- Sophie Cattani : Elsa
- Rani Bheemuck : Nilam
- Sergi López : Jean-François
- Noémie Lvovsky : Elisabeth Sereny
- Xavier Robic : De Vasselin
- Patrick d'Assumçao : Ferrara
- Catherine Hosmalin : Nadine Rogier
- Fred Epaud : Chiappini
- Renaud Rutten : Decker
- Antoine Basler : Substitut Letulle
- Claire Tran : la superviseuse d'Emma
- Nader Boussandel : le loueur de box
- Karim Belkhadra : le légiste
- Romain Valembois : Victor
- Aude Legastelois : Melinda Black
- Matthieu Burnel : Cabo
- Damien Chapelle : Nox 1
- Yvain Juillard : Nox 2
- Dali Benssalah : Tex